# Caroline Capelle
Pour les articles homonymes, voir Capelle.
Caroline Capelle est une réalisatrice et photographe française née en 28 novembre 1988 à Calais.

## Biographie
Après avoir obtenu une licence « Arts et nouveaux médias » à l'Université Paris 8, Caroline Capelle entre à l'École nationale supérieure des arts décoratifs, où elle tourne deux courts métrages, et dont elle est diplômée en 2014 (section « Photographie / Vidéo ».
Avec Ombline Ley, elle réalise un premier long métrage, Dans la terrible jungle, « documentaire de création saisissant sur un institut médico-éducatif », qui est présenté au festival de Cannes 2018 dans la programmation de l'ACID.

## Filmographie

### Courts métrages
- 2013 : Et puis tout passe
- 2014 : Avec Manon

### Long métrage
- 2018 : Dans la terrible jungle (coréalisatrice : Ombline Ley)